# Orthoxioides
Orthoxioides is een geslacht van kevers uit de familie bladkevers (Chrysomelidae).
De wetenschappelijke naam van het geslacht werd in 1922 gepubliceerd door Laboissiere.

## Soorten
- Orthoxioides ephippiata Dalman, 1823
- Orthoxioides epipleuralis Laboissiere, 1922
- Orthoxioides transversofasciata (Jacoby, 1883)